# Relations entre le Brésil et le Chili
Les relations entre le Brésil et le Chili sont les relations diplomatiques entre la république fédérative du Brésil et la république du Chili. Le Brésil a une ambassade à Santiago et 4 consulats au Chili. Le Chili a une ambassade à Brasilia.